# Мохамад Реза Ханзадех
Мохамад Реза Ханзадех Дараби (перс. محمدرضا خان‌زاده‎‎‎, латинизовано: ; Техеран, 11. мај 1991) професионални је ирански фудбалер који примарно игра у одбрани на позицији центархалфа.

## Клупска каријера
Од почетка професионалне каријере коју је започео 2009. године, игра за иранске клубове.

## Репрезентативна каријера
За сениорску репрезентацију Ирана дебитовао је 9. децембра 2012. у утакмици првенства Западне Азије са селекцијом Саудијске Арабије. Прво велико такмичење на ком је наступио било је Азијско првенство 2015. где је одиграо једну утакмицу групне фазе турнира.
Селектор Карлос Кејроз уврстио га је на списак играча за Светско првенство 2018. у Русији, али није улазио у игру ни у једној од три званичне утакмице Иранске репрезентације.

### Голови за репрезентацију
| №  | Датум          | Место   | Ривал        | Голови | Резултат | Такмичење            |
| -- | -------------- | ------- | ------------ | ------ | -------- | -------------------- |
| 1. | 17. март 2018. | Техеран | Сијера Леоне | 1:0    | 4:0      | Пријатељска утакмица |